# Mi-60 (航空機)
Mi-60
- 用途：小型ヘリコプター
- 製造者：ミーリ
- 運用者：-

Mi-60は3席の小型ヘリコプター。2001年のモスクワショーでモックアップがはじめて公開された。モックアップは、メインローターが3枚羽でテイルローターが2枚羽、着陸脚はスキー板状であるが後部に車輪が付いている。計画では、1機か2機のピストンエンジン(195馬力のTextron Lycoming HIO-360-F1ADか、237馬力のVAZ-426を1機あるいは113馬力のRotax 914Fを2機付けることが予定されていた。